# Theudelinde

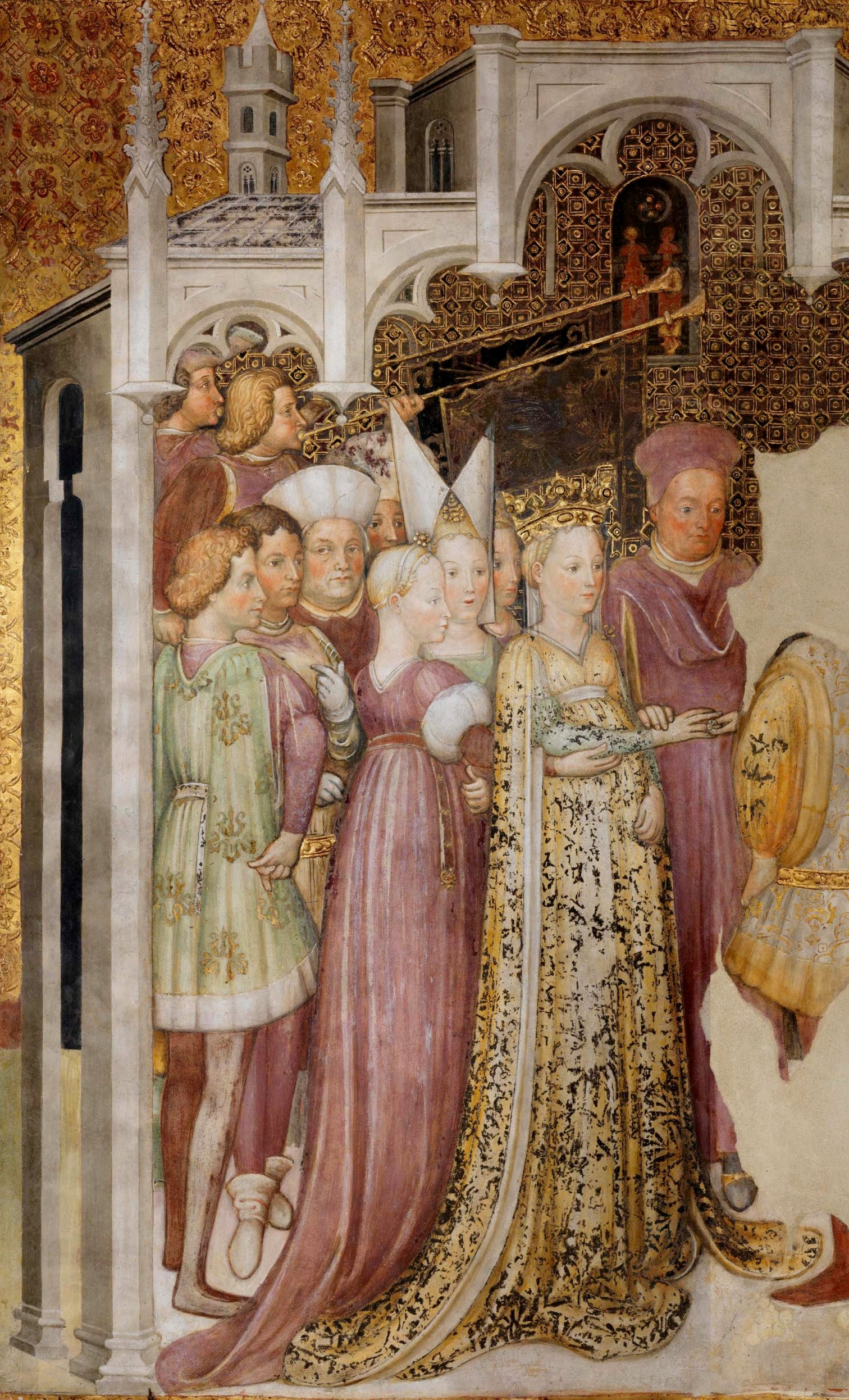
Darstellung Theudelindes, Fresko der Brüder Zavattari von 1444 in der Kapelle der Theudelinde im Dom zu Monza

Theudelinde (* um 570; † 22. Januar 627 bei Varenna am Comer See, begraben im Johannes-Dom von Monza; auch genannt: Theodelinde, Theodolinde, Theodelind, vereinzelt auch Theidlindis, Theodelinda, Theolinde) war eine langobardische Königin, die als Selige verehrt wird.

## Leben
Theudelinde war eine Tochter des Herzogs Garibald I. von Baiern und seiner Frau Walderada, der Tochter des Langobardenkönigs Wacho. Mütterlicherseits war sie somit mit der langobardischen Königsdynastie der Lethinger verwandt.
Sie heiratete zwei Langobardenkönige und war deshalb von 589 bis 626 langobardische Königin:
- 15. Mai 589 mit König Authari
- September 590 mit König Agilulf

Mit letzterem gemeinsam hatte sie zwei Kinder
- den späteren König Adaloald (602–626)
- Gundeperga

Zunächst hätte sie als etwa Fünfzehnjährige der Heiratspolitik ihres Vaters zufolge den Frankenkönig Childebert II. heiraten sollen. Nach dem Scheitern des Projekts wurde sie mit Authari verlobt, der einer Überlieferung zufolge verkleidet um ihre Hand angehalten haben soll. Sie ging zusammen mit ihrem Bruder Gundoald nach Italien. Gundoald wurde von Authari noch zum Herzog von Asti ernannt. Authari starb aber bereits am 5. September 590. Noch im September, spätestens jedoch November vermählte sich Theudelinde mit Agilulf, Herzog von Turin, der im Mai 591 in Mailand zum neuen Langobardenkönig erhoben wurde. Theudelinde ließ schon bald nach 590 in Monza eine königliche Sommerresidenz und den Johannesdom bauen.
Durch die Heirat wurde die Legitimität Agilulfs gestärkt. Theudelinde selbst nahm aber ebenfalls Einfluss auf die Regierungsgeschäfte, vor allem im Bereich der Religionspolitik. Die Nizänin, die im Briefwechsel mit Papst Gregor dem Großen († 604) stand, hatte wohl großen Einfluss auf ihren arianischen Mann, so dass er sich der römischen Kirche annäherte, ihr geraubte Besitzungen zurückgab und einigen vor den Langobarden geflüchteten Bischöfen die Rückkehr in ihre Diözese gestattete. Am 7. April 603 wurde in Monza ihr einziger Sohn Adaloald nizänisch getauft; bereits 604 wurde er, römischem Ritus folgend, zum Mitkönig erhoben. 613 unterstützte sie die Mission des Iren Columban bei der Gründung der Abtei Bobbio mit Landschenkungen.
616 starb Agilulf. Da ihr Sohn Adaloald noch minderjährig war, führte zunächst Theudelinde die Regierungsgeschäfte. Auch nachdem ihr Sohn volljährig geworden war, beeinflusste sie ihn weiterhin, eine der römischen Kirche und dem byzantinischen Kaiser gegenüber freundliche Politik zu betreiben. Dies löste im Reich heftige Reaktionen aus, die schließlich 626 zu seinem Sturz und Tod führten. Der neue König Arioald heiratete Theudelindes Tochter Gundeperga, welche später noch König Rothari heiraten sollte.
Um 627/628, bald nach dem Tod ihres Sohnes, verstarb auch Theudelinde, wenngleich ihr genaues Todesjahr unbekannt ist. Sie wird von der katholischen Kirche als Selige verehrt, Gedenktag ist der 22. Januar. Mit Aripert I., dem Sohn von Theudelindes Bruder Gundoald, kam 652 wieder ein Mitglied von Theudelindes Familie an die Macht.
Als einer ihrer kirchenpolitischen Berater fungierte wahrscheinlich Secundus von Trient, der auch mit Papst Gregor korrespondierte und die Taufe Adaloalds vollzogen hatte. Secundus verfasste ein heute verlorenes Geschichtswerk, in dem Theudelinde wohl sehr positiv dargestellt wurde. Auf dieser Darstellung beruht wahrscheinlich auch die Schilderung bei Paulus Diaconus, der sich für diesen Zeitraum hauptsächlich auf Secundus gestützt haben dürfte. Da das Werk des Secundus 612 abbrach, sind für die folgenden Lebensjahre Theudelindes nur sehr wenige Informationen bei Paulus überliefert, der die Hauptquelle für diese Zeit darstellt.
Eine Gedenktafel für sie befindet sich in der Walhalla in Donaustauf.

## Adaption
- Friedrich de la Motte Fouqué: Theudelinde. Drama. 1815.
- Detlev von Liliencron: Der Hunger und die Liebe. Ballade.
- Ernst Anton Zündt: Autharis und Teutelinde. Gedicht.